# محاكمات خاباروفسك لجرائم الحرب

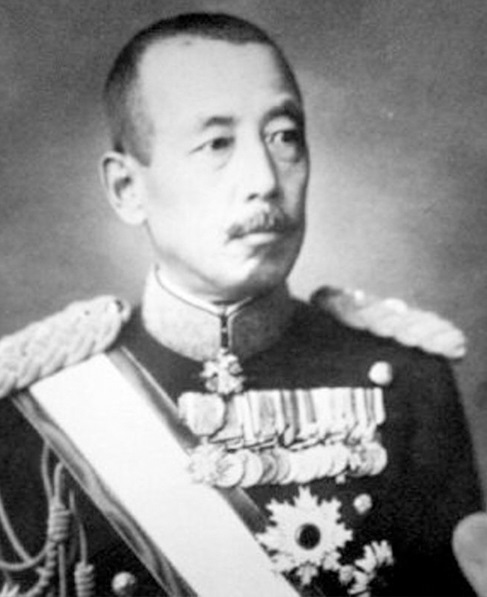

كانت محاكمات خاباروفسك لجرائم الحرب جلسات استماع عقدت في الفترة من 25 إلى 31 ديسمبر 1949، في مدينة خاباروفسك الصناعية بالاتحاد السوفيتي وهي أكبر مدينة في الشرق الأقصى الروسي المجاورة لليابان. هناك تمت محاكمة 12 من أعضاء جيش كوانتونغ الياباني كمجرمي حرب لتصنيعه واستخدامه الأسلحة البيولوجية خلال الحرب العالمية الثانية.

## التاريخ
وخلال المحاكمات، شهِد المتهمين، مثل اللواء كيوشي كاواشيما أنه وفي وقت مبكر من عام 1941، أسقط نحو 40 عضوًا من الوحدة 731 أسقطت من الطائرات براغيث الطاعون الملوث على تشانغده. تسببت هذه العمليات في تفشي وباء الطاعون.
لقد أدين جميع مجرمي الحرب الإثني عشر المتهمين، وحُكم عليهم بالسجن لمدد تتراوح بين سنتين وخمسة وعشرين عامًا في معسكر العمل. وفي عام 1956، تم إطلاق سراح أولئك الذين ما زالوا يقضون مدة عقوبتهم وأعيدوا إلى اليابان.
في عام 1950، نشر اتحاد الجمهوريات الاشتراكية السوفيتية المواد الرسمية المتعلقة بالمحاكمة باللغة الإنجليزية. كان الكتاب بعنوان «مواد عن محاكمة الجنود السابقين بالجيش الياباني المكلف بصناعة الأسلحة البكتريولوجية واستخدامها». تضمن الكتاب وثائق من التحقيق الأولي (لائحة الاتهام، وبعض الأدلة المستندية، وبعض سجلات الاستجواب)، وشهادات من كل من المتهمين والشهود، والنداءات الأخيرة من المتهم، وبعض استنتاجات الخبراء، وخطب من المدعي العام ومحامي الدفاع، حرفيًا.
كان الكتاب، الذي نشرته دار نشر اللغات الأجنبية، قد نفد منذ فترة طويلة، ولكن في نوفمبر 2015، حددت كتب جوجل أنه الآن سار في المجال العام ونشرت نسخة منه على الإنترنت، بالإضافة إلى عرضه للبيع ككتاب إلكتروني.

وفقًا لأحد خبراء الأخلاقيات الحيوية، 
 ورغم لهجتها الأيديولوجية القوية والعديد من أوجه القصور الواضحة مثل عدم المشاركة الدولية، أثبتت التجربة بما لا يدع مجالًا للشك أن الجيش الياباني أعد أسلحة بكتريولوجية ونشرها وأن باحثين يابانيين أجروا تجارب قاسية على البشر الأحياء. ومع ذلك، فقد تم رفض المحاكمة، إلى جانب الأدلة المقدمة إلى المحكمة ونتائجها الرئيسية - التي أثبتت دقتها بشكل ملحوظ - باعتبارها دعاية شيوعية وتم تجاهلها تمامًا في الغرب حتى الثمانينيات. 

وصف المؤرخ شيلدون هاريس المحاكمة في تاريخه للوحدة 731: 
 استندت الأدلة المقدمة خلال جلسات الاستماع إلى ثمانية عشر مجلدًا من الاستجوابات والمواد الوثائقية التي تم جمعها في التحقيقات على مدى السنوات الأربع الماضية. تضمنت بعض المجلدات أكثر من أربعمائة صفحة من الترسبات .... وعلى عكس محاكمات موسكو في ثلاثينيات القرن العشرين، كانت الاعترافات اليابانية التي تم الإدلاء بها في محاكمة خاباروفسك تستند إلى حقيقة وليست خيال معالجاتها. 
 لاحظ هاريس أيضًا الجدل الذي أطلقته المحاكمة، والتي ربطت بين الإمبراطور هيروهيتو وبرنامج الحرب البيولوجية الياباني، وكذلك الادعاءات بأن تجارب الأسلحة البيولوجية اليابانية قد أجريت أيضًا على الحلفاء الأسرى.
لقد عمل أحد خبراء النيابة السوفيتية أثناء المحاكمة، هو ن. ن. جوكوف-فيريجنيكوف، لاحقًا في لجنة العلماء، بقيادة جوزيف نيدام، التي حققت في مزاعم الصين وكوريا الشمالية بالحرب البيولوجية في الحرب الكورية، التي أجرتها الولايات المتحدة.

## المتهمون وأحكامهم
- السجن لمدة 25 سنة لكل من:
  - الجنرال أوتوزو يامادا، القائد الأعلى السابق لجيش كوانتونغ
  - الفريق كاجيتسوكا ريوجي، رئيس الإدارة الطبية السابق
  - الفريق تاكاهاشي تاكاتسو، رئيس الخدمات البيطرية السابق
  - اللواء كواشيما كيوشي، الرئيس السابق للوحدة 731
- السجن لمدة 20 سنة لكل من:
  - اللواء ساتو شونجي، رئيس الخدمات الطبية السابق بالجيش الخامس
  - المقدم نيشي توشيهايدي، الرئيس السابق لقسم الوحدة 731
- السجن لمدة 18 سنة ل:
  - الرائد كاراساوا توميو، الرئيس السابق لقسم الوحدة 731
- السجن لمدة 15 سنة ل:
  - الرقيب ميتومو كازو، العضو السابق في الوحدة 100
- السجن لمدة 12 سنة ل:
  - الرائد أونوي ماساو، الرئيس السابق لفرع الوحدة 731
- السجن لمدة 10 سنوات ل:
  - الملازم هيرازاكورا زينساكو، الباحث السابق في الوحدة 100
- السجن لمدة 3 سنوات ل:
  - كوروشيما يوجي، مختبر سابق منظم للفرع 162 من الوحدة 731
- السجن لمدة عامين ل:
  - العريف كيكوتشي نوريميتسو، منظم طبي سابق للفرع 643 من الوحدة 731